# Papi Jiang
Jiang Yilei (chinois:姜逸磊; pinyin: Jiāng Yì Lěi, née à Shanghai), connue sous le surnom de Papi Jiang (chinois: Papi酱; pinyin: Papi Jiàng), est une humoriste chinoise connue pour sa comédie sur le site chinois de microblogging Sina Weibo, où elle se moque de sujets de tous les jours, de la Chine des villes transformée par le développement économique, où les jeunes de la classe moyenne rêvent de mariage en grande pompe et d’enrichissement rapide sous la pression de parents stressés.